# Amerikanische Versteigerung
Bei amerikanischen Versteigerungen handelt es sich um eine Sonderform von Auktionen. Sie werden in der Regel zu Gunsten gemeinnütziger Zwecke durchgeführt. Während bei anderen Versteigerungen nur derjenige zahlen muss, der den Zuschlag bekommt, ist die amerikanische Versteigerung eine All-pay-Auktion. Jeder, der ein Gebot abgibt, zahlt den Differenzbetrag zum vorherigen Gebot. Das Endgebot entspricht dann nicht dem Preis, den einer für den Gegenstand zahlen muss, sondern den Einnahmen des Auktionators. Dadurch werden oft Einnahmen erzielt, die weit über den Wert der zu versteigernden Gegenstände hinausgehen, da nicht Kaufkraft und Wertvorstellung eines einzelnen Bieters maßgeblich ist, sondern das Potenzial des gesamten bietenden Publikums. Ein geschickter Bieter wiederum kann dennoch sein Schnäppchen machen, wenn er im richtigen Moment einmalig ein Gebot abgibt, das den bisher erzielten Preis nur um den festgelegten kleinstmöglichen Differenzbetrag erhöht.

## Ablauf
Der Ablauf bei der Versteigerung sieht üblicherweise so aus: Man legt den Steigerungsschritt fest, beispielsweise bei 5 Euro, das erste Gebot beträgt somit 5 Euro, das zweite 10 und so weiter. Jeder, der ein Gebot abgibt, zahlt seine 5 Euro unmittelbar nach dem Gebot in eine Kasse, wobei es jedem freisteht, auf das erste Gebot weitere folgen zu lassen. Man steigert so lange, bis sich niemand mehr findet, der bereit ist, das letzte Gebot zu überbieten.
Sofern ein Bieter keine anderen Interessen verfolgt (z. B. seine Spendenfreudigkeit öffentlich zu zeigen oder gar mit seinen Gegenspielern um die meist gemeinnützigen Aspekte der Versteigerung zu konkurrieren), läuft die Bieterstrategie regelmäßig darauf hinaus, lediglich um die Mindestschrittweite zu erhöhen und stattdessen mit der Anzahl der Gebote innerhalb des eigenen Budgets zu bleiben. Daher beginnen amerikanische Versteigerungen meist schleppend und werden umso lebhafter, je wahrscheinlicher sich das Ende der Auktion abzeichnet.
Zumeist geht es den Beteiligten jedoch nur am Rande um den angebotenen Gegenstand und in erster Linie um die Unterstützung des Projekts, das mit dem Erlös finanziert werden soll, und um den Spaß an der Veranstaltung, der sich durchaus bis zum Wettfieber steigern kann.

## Varianten
- Bei einer Pennyauktion steigt bei jedem abgegebenen Gebot der vom Auktionssieger zusätzlich zu zahlende Endpreis um einen Bruchteil des Einsatzes, beispielsweise einen Cent. Die Gesamteinnahmen des Auktionators werden meist nicht explizit angezeigt, stattdessen wird mit einem scheinbar niedrigen Endpreis für hochwertige Produkte geworben.
- Die Organisatoren legen einen Höchstbetrag fest und geben den Bietenden nicht bekannt, wo dieser Höchstbetrag liegt. Den Zuschlag bekommt derjenige Bieter, der mit seinem Gebot den Höchstbetrag erreicht.
- Statt einen Höchstbetrag zu bestimmen, legt man für die Versteigerung eine Zeitdauer fest und gibt die Zeitdauer dem Publikum nicht bekannt. Den Zuschlag bekommt derjenige Bieter, der in dem Moment, in dem die Zeit abgelaufen ist, das letzte Gebot gegeben hat.
- Man kann eine Höchstdauer festlegen und darauf verzichten, Steigerungsschritte festzulegen. Bei dieser simplen Variante von amerikanischer Versteigerung lässt man einen Hut durch die Reihen der Anwesenden wandern, und wer will, kann einen Betrag in den Hut geben. Ist die Zeit abgelaufen, ertönt ein Signal und der zu versteigernde Gegenstand geht an denjenigen, der zuletzt Geld in den Hut gegeben hat.

## Beispiel
Im süddeutschen und österreichischen Raum wird auf Hochzeitsfeiern symbolisch ein Schuh der Braut auf diese Weise unter den Hochzeitsgästen versteigert: die so genannte Brautschuhversteigerung. Oft wird kein fester Steigerungssatz vereinbart, sondern der nächste Bieter zahlt lediglich den Differenzbetrag sofort. In vielen Fällen wird dem Bräutigam das allerletzte Gebot zugestanden, damit die Braut die Hochzeit mit beiden Schuhen verlassen kann.